# Ноласко, Пётр
Пётр Ноласко, Педро Ноласко (исп.  Pedro Nolasco, фр.  Pierre Nolasque , кат.  Pere Nolasc ); 1189 год — 25 декабря 1256 года — католический святой, основатель ордена мерседариев.

## Биография
Существуют две версии о месте рождения Петра Ноласко. Согласно одним источникам он родился в Ма-Сент-Пюэль (Лангедок, современная Франция), по другим данным он родился в Барселоне. Его отец был богатым торговцем. Когда Петру было около 15 лет, его отец умер, оставив юноше большое состояние. Существует предание, что юный Пётр участвовал в походе на альбигойцев, однако оно представляется малодостоверным исторически.
Не вызывает споров, что после смерти отца Пётр жил в Барселоне. В это время большая часть Иберийского полуострова была захвачена маврами (арабами), которые тысячами захватывали христиан и продавали их в рабство.
Пётр Ноласко начал в рамках частной инициативы деятельность по выкупу христианских пленников на свободу. За несколько лет он выкупил из рабства множество людей, истратив на это всё отцовское состояние. Только во время первой своей экспедиции в Алжир Пётр Ноласко выкупил 168 пленных.
В 1218 году (по другим данным в 1223 году) после бывшего ему небесного видения принял решение создать монашеский орден, целью которого стал бы выкуп пленных, аналогичный ордену тринитариев, созданный чуть раньше святыми Жаном де Мата и Феликсом Валуа. Король Хайме I, духовник короля святой Раймунд де Пеньяфорт и барселонский епископ Беренгарий одобрили эту идею. Епископ лично принял у Петра Ноласко и двух его соратников монашеские обеты в кафедральном соборе Барселоны, к традиционным трём обетам: бедности, послушания и целомудрия, братья добавили четвёртый — содействовать всеми силами и возможностями освобождению пленных христиан, а, если потребуется, предложить в качестве выкупа и самого себя. Впоследствии такие обеты давали все члены нового ордена, получившего имя мерседарии (полное название «Орден Девы Марии Милосердия по выкупу пленных»). Петр Ноласко показал примёр исполнения этого обета, оставшись в 1226 году в плену в Африке. Через несколько месяцев он был выкуплен братьями по ордену.
Устав ордена был утверждён папой Григорием IX в 1235 году. Начиная с момента создания ордена и до смерти Петра Ноласко в 1256 году мерседарии выкупили из плена около 4300 человек. Деятельность ордена пользовалась полной поддержкой короля Хайме I, в частности, король неоднократно передавал мерседариям здания под монастыри (в том числе и в отвоёванных у мавров городах провинции Валенсия).
Святой Пётр Ноласко был первым настоятелем ордена, однако впоследствии отказался от поста, его преемником стал святой Раймонд Ноннат.
В Рождество 1256 года святой Пётр Ноласко умер. Согласно некоторым источникам его последними словами были «Господь послал искупление людям Своим, навеки заключил Завет Свой»

## Почитание
Святой Пётр Ноласко был канонизирован в 1628 году папой Урбаном VII. День его памяти праздновался 31 января, затем был сдвинут на 28 января. После реформы церковного календаря 1969 года праздник святого празднуется в различных странах 28 января, 25 декабря и 6 мая.

## Иконография
Наиболее распространённые иконографические атрибуты Петра Ноласко — разорванные цепи, знамя и оливковая ветвь.
В испанском искусстве часто изображался в виде бородатого старца в белом одеянии с орденской символикой. Также популярным сюжетом была молитва Петра Ноласко перед образом распятого апостола Петра, его покровителя.
Франсиско де Сурбаран создал цикл из 22 картин, посвящённых Петру Ноласко.